# Maxi Biancucchi
Maximiliano Ariel Biancucchi Cuccitini (ur. 15 września 1984 w Rosario) – argentyński piłkarz pochodzenia włoskiego występujący najczęściej na pozycji napastnika lub pomocnika, obecnie zawodnik paragwajskiej Olimpii.
Jest kuzynem Lionela Messiego i bratem Emanuela Biancucchiego, również piłkarzy.